# Harald Turner
Harald Turner, född 8 oktober 1891 i Leun an der Lahn, död 28 april 1947 i Belgrad, var en tysk promoverad jurist, preussiskt statsråd och Gruppenführer i SS. Under andra världskriget var han stabschef för den tyska militära administrationen i det ockuperade Serbien.

## Biografi
Turner stred i första världskriget som infanteriofficer och efter att ha sårats svårt tilldelades han Såradmärket i guld. Efter kriget gick han med i frikåren "Wesel". Under 1920-talet promoverades Turner till juris doktor och anställdes inom det preussiska finansministeriet. År 1934 blev han tjänsteman inom SD-Hauptamt, som senare inlemmades i Reichssicherheitshauptamt (RSHA), Nazitysklands säkerhetsministerium. Efter Tysklands fälttåg mot Polen i september 1939 var han verksam inom Generalguvernementets förvaltning. Året därpå besegrade Tyskland Frankrike och Turner utsågs då till chef för den tyska militärförvaltningen i Paris.

### Förintelsen i Serbien

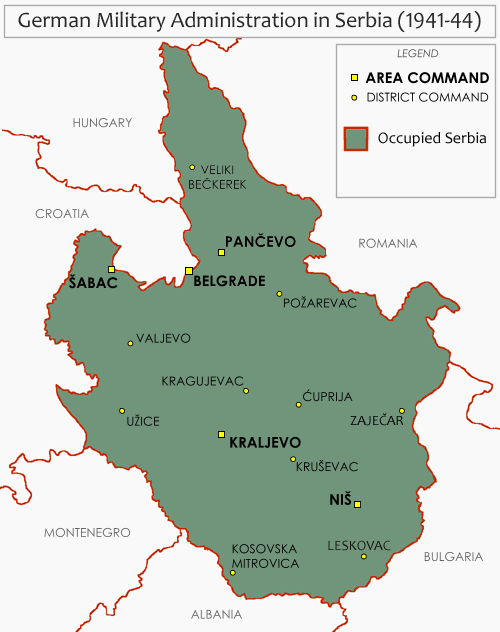
Ämbetsområde för den tyske militärbefälhavaren i Serbien 1941–1944.

I september 1941 befordrades Turner till Gruppenführer (motsvarande generallöjtnant) och utnämndes till stabschef för den tyska militärförvaltningen i Serbien, Gebiet des Militärbefehlshabers in Serbien, som, förutom Serbien, även bestod av Kosovos norra del samt Banatet. Inom kort inledde han massmord på judar och zigenare. I en order från oktober 1941 skrev Turner att judar och zigenare utgör en säkerhetsrisk i området. Vidare hävdade han, att det är judarna som har frambringat kriget och de måste därför förintas.
Den 2 oktober 1941 dödade jugoslaviska partisaner 21 soldater ur en tysk kommunikationsenhet i Topola. Den militäre befälhavaren Franz Böhme beordrade då Turner att låta avrätta 100 fångar för varje dödad tysk. Turner valde ut 2 100 judar och kommunister från koncentrationslägren i Šabac och Belgrad. Böhme och Turner var även ansvariga för massakrerna i Kraljevo och Kragujevac samma månad, då tusentals judar arkebuserades.
I mars 1942 levererade Reichssicherheitshauptamt en gasvagn på begäran av Turner eller Emanuel Schäfer, chef för Sicherheitspolizei (Sipo) och Sicherheitsdienst (SD) i Belgrad. Under loppet av cirka två månader gasade SS ihjäl omkring 8 000 judiska kvinnor och barn från koncentrationslägret Sajmište i denna gasvagn. Den 29 augusti 1942 rapporterade Turner i ett tal till den nytillträdde överbefälhavaren för Balkan, Alexander Löhr:
| ” | Serbien är det enda land, där jude- och zigenarfrågan har lösts. | „ |

I början av 1944 utsågs Turner till ställföreträdande chef för Centralbyrån för ras och bosättning. Efter att i häftiga ordalag ha kritiserat SS-skolan i Bad Tölz avskedades han och kommenderades till fronten. I andra världskrigets slutskede greps Turner av brittiska trupper och utlämnades till Jugoslavien, där han dömdes till döden för krigsförbrytelser och avrättades genom hängning.